# Jack Taylor (sędzia)
John Keith "Jack Taylor (ur. 21 kwietnia 1930 w Wolverhampton, zm. 27 lipca 2012 w Shropshire) – były angielski sędzia piłkarski, znany z sędziowania finałowego meczu Mistrzostw Świata 1974 pomiędzy Holandią a Niemcami (1:2). Jest pierwszym sędzią, który podyktował rzut karny w meczu finałowym mistrzostw świata.

## Kariera sędziowska
Jack Taylor w latach 1963–1977 prowadził ponad 1000 meczów (w tym 100 międzynarodowych w 60 krajach). Sędziował na mistrzostwach świata 1970 w Meksyku oraz mistrzostwach świata 1974 w Niemczech.
Na mistrzostwach świata 1970 w Meksyku prowadził mecz grupy B pomiędzy Włochami a Szwecją (1:0) rozgrywany 3 czerwca na La Bombonera w Toluce.
Prowadził również mecze krajowych rozgrywek oraz mecz finałowy Pucharu Europy pomiędzy Ajaxem Amsterdam a Panathinaikosem AO rozgrywany 2 czerwca 1971 na stadionie Wembley. Mecz ten wygrali Holendrzy (2:0) i to oni zdobyli Puchar Europy.
1 stycznia 1999 roku Taylor został włączony do Galerii Sław FIFA w Barcelonie.

## Mistrzostwa Świata 1974
W 1974 roku, podczas mistrzostw świata w Niemczech, prowadził trzy mecze:19 czerwca mecz grupy C pomiędzy Urugwajem a Bułgarią (1:1) na Niedersachsenstadion w Hanowerze, 3 lipca mecz drugiej rundy pomiędzy Argentyną a NRD (1:1) na Parkstadion w Gelsenkirchen i 7 lipca mecz finałowy pomiędzy Holandią a Niemcami (1:2) na Stadionie Olimpijskim w Monachium.
Podczas finałowego meczu Mistrzostw Świata 1974 na Stadionie Olimpijskim w Monachium w 2. minucie spotkania pomiędzy Holandią a Niemcami podyktował rzut karny (pierwszy w meczu finałowym mistrzostw świata) po faulu Niemca Uliego Hoeneßa na Johanie Cruyffie, który później wykorzystał inny napastnik Pomarańczowych Johan Neeskens. W 25. minucie tego meczu podyktował jeszcze jeden rzut karny, tym razem dla Niemców, który następnie wykorzystał Paul Breitner. Mecz finałowy zakończył się zwycięstwem Niemców (2:1) i to oni zostali mistrzami świata.

## Życie prywatne
Jack Taylor prowadził sklep mięsny w pobliżu Molineux, domowego stadionu Wolverhamptonu Wanderers.
Po zamknięciu jego masarni przez dwa lata sędziował mecze w Brazylii. Po powrocie w 1979 roku do Anglii był dyrektorem handlowym Wolverhamptonu Wanderers, którym był do 1982 roku, kiedy to został zdymisjonowany po przejęciu klubu przez nowych właścicieli. Taylor później szkolił sędziów w Południowej Afryce i Arabii Saudyjskiej.
Jack Taylor zmarł 27 lipca 2012 roku w swoim domu w Shropshire, w wieku 82 lat.